# Выселки (Спасский район)
Вы́селки — село в Спасском районе Рязанской области. Входит в состав Панинского сельского поселения.

## География
Село находится в центральной части Рязанской области, на расстоянии приблизительно 17 км (по прямой) к северо-западу от города Спасск-Рязанский, административного центра района.

### Часовой пояс
Село Выселки, как и вся Рязанская область, находится в часовой зоне МСК (московское время). Смещение применяемого времени относительно UTC составляет +3:00.

## История
На карте 1850 года показано как поселение со 33 дворами. 

## Население
| 1906 | 2010 |
| ---- | ---- |
| 1230 | ↘108 |

### Национальный состав
Согласно результатам переписи 2002 года, в национальной структуре населения русские составляли 99 % из 139 чел.